# Lygodactylus scorteccii
Espèce
Synonymes
- Lygodactylus picturatus scorteccii Pasteur, 1959

Lygodactylus scorteccii est une espèce de geckos de la famille des Gekkonidae.

## Répartition
Cette espèce se rencontre en Somalie, en Éthiopie et au Kenya.

## Étymologie
Cette espèce est nommée en l'honneur de Giuseppe Scortecci.

## Publication originale
- Pasteur, 1959 : Diagnose de Lygodactylus picturatus scorteccii subsp. nov. (gekkonidés). Société des Sciences Naturelles et Physiques du Maroc, vol. 59, n. 7, p. 105-106.